# Шонибаре, Йинка
Йинка Шонибаре (англ. Yinka Shonibare; род. 9 августа 1962, Лондон, Великобритания) — современный британский художник нигерийского происхождения.

## Биография
Йинка Шонибаре родился в Лондоне в 1962, вырос в Нигерии, учился в Голдсмит Колледже (1989-1991).  Художник живет и работает в Лондоне, где получил признание, благодаря работам, затрагивающим расовые и классовые вопросы, современную африканскую идентичность и её связь с европейским колониализмом. Шонибаре использует широкий ряд медиа — скульптуру, живопись, фотографию, инсталляцию.
Йинка Шонибаре был награждён орденом Британской империи в 2005, награда, которую художник принял с некоторой иронией, учитывая критическое направление его деятельности на протяжении более десяти лет.
Живёт и работает в Лондоне.

## Творчество
Йинка Шонибаре впервые привлек широкое внимание благодаря использованию яркого узорчатого ситца, «голландской набивки», который он применяет как фон для живописи и одежду для скульптур. Эта яркая и узнаваемая ткань производилась изначально в голландской Индонезии, где для неё не было рынка сбыта, была затем скопирована и производилась англичанами, которые продавали её в Западной Африке, где она стала популярным элементом каждодневной одежды. Она также стала знаком идентичности и аутентичности в Африке, а позднее — для африканцев в Англии. Колониальное изобретение, голландский батик, выступает одновременно как подделка и знак аутентичности африканцев. Шонибаре использует его в живописи и скульптуре, подчеркивая политику аутентичности, представляя одновременно идеал самобытной идентичности и идентичности как подделки.
Скульптурные работы художника часто включают безголовых манекенов, одетых в костюмы периода незадолго до Французской революции, когда европейская аристократия контролировала огромные богатства, земли и власть.

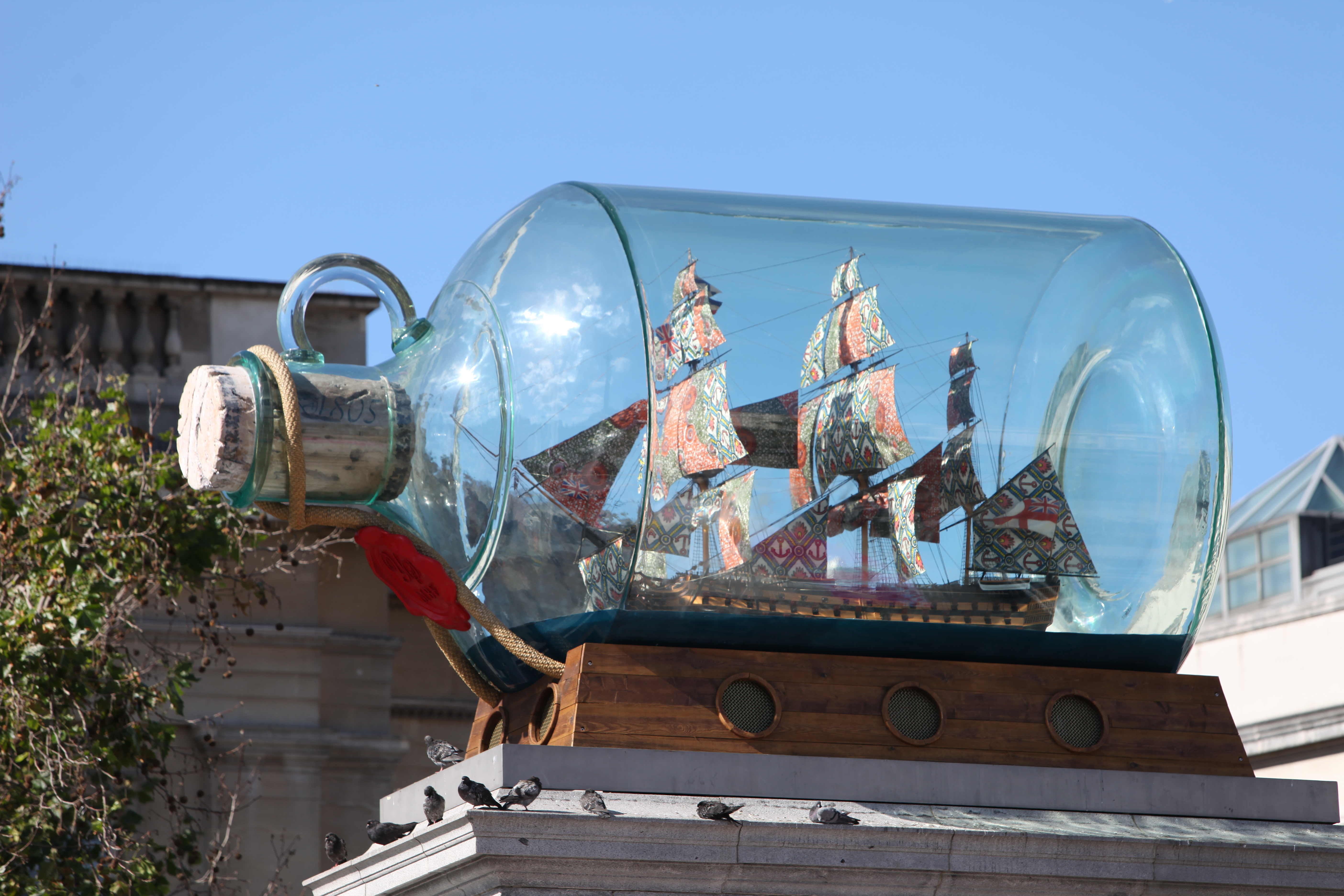
Корабль Нельсона в бутылке

В 2004 Йинка Шонибаре был номинирован на Премию Тернера и снял свой первый фильм «Un Ballo in Maschera» («Бал-маскарад»). Взяв как отправную точку противоречивую фигуру короля Швеции Густава III, который был убит в 1792, Шонибаре ткет сложную и загадочную историю. Используя танец, фильм исследует ряд концептуальных и хореографических двусмысленностей — неопределенность идентичности и гендера.
В мае 2010 на «Четвертом постаменте» (был построен в 1841 и первоначально предназначался для конной статуи, но был пуст много лет, сейчас используется для специально заказанных произведений искусства) на Трафальгарской площади в Лондоне была установлена скульптура Йинки Шонибары — скульптура в виде корабля Нельсона в бутылке. Произведение было первым из заказанных для «Четвертого постамента». Оно отражало исторический символизм Трафальгарской площади, названной в память битвы при Трафальгаре, и было связана с колонной Нельсона.

## Персональные выставки
| - 2010 — Музей изобразительных искусств, Бостон - 2009 — A Flying Machine For Every Man, Woman and Child, Santa Barbara Museum of Art, Санта-Барбара - 2008 — A Flying Machine For Every Man, Woman and Child, Miami Art Museum, Майами - 2008 — Museum of Contemporary Art, Сидней; Brooklyn Museum of Art, Бруклин; National Museum of African Art, Smithsonian Institute, Вашингтон - 2008 — Prospero’s Monsters, James Cohan Gallery, Нью-Йорк - 2008 — Odile and Odette, Savannah College of Art and Design, ACA Gallery, Атланта - 2007 — Le jardin d’amour, Musée de quai Branly, Париж - 2007 — The Hayward Flag Project, The Hayward Gallery, Лондон - 2006 — Flower Time, Stephen Friedman Gallery, Лондон - 2006 — Yinka Shonibare, Speed Museum, Луисвилл | - 2005 — Mobility, James Cohan Gallery, Нью-Йорк - 2005 — Works from the Permanent Collection, Cooper-Hewitt, National Design Museum, Нью-Йорк - 2005 — Совместный проект с Королевской оперой и Африканским центром, Лондон - 2004 — The Fabric Workshop and Museum, Филадельфия - 2004 — Double Dutch, Museum Boijmans Van Beuningen, Роттердам - 2003 — Play With Me, Stephen Friedman Gallery, Лондон - 2002 — Double Dress, Иерусалим; Музей современного искусства, Хельсинки; Павильон современного искусства (Милан) - 2001 — Christmas Tree Project, Галерей Тейт, Лондон - 2001 — Britannia project, Tate Britain, Лондон - 2001 — Be-muse, The British School in Rome, Рим - 2001 — The Andy Warhol Museum, Питсбург - 2001 — Camouflage, Йоханнесбург | - 2001 — Stephen Friedman Gallery, Лондон - 2000 — Wellcome Wing, Science Museum, Лондон - 2000 — Camden Arts Centre, Лондон - 2000 — Affectionate Men, Victoria and Albert Museum, Лондон - 2000 — InIVA tour of Diary of a Victorian Dandy Project. Castle Museum, Ноттингем; Laing Art Gallery, Ньюкасл; Towner Art Gallery, Истборн. - 1999 — Dressing Down, Ikon Gallery, Бирмингем. Henie Onstad Art Centre, Норвегия; Northern Gallery for Contemporary Art, Сандерленд; Mappin Art Gallery, Шеффилд; Oriel Mostyn, Глазго; Brent Sikkema, Нью-Йорк - 1998 — Diary of a Victorian Dandy, проект для лондонского метро, Лондон - 1998 — Norwich Art Gallery, Лондон - 1997 — Stephen Friedman Gallery, Лондон - 1997 — Art Gallery of Ontario, Торонто |